# Cuộc sống hậu hiện tại của dì tôi
Cuộc Sống Hậu Hiện Tại Của Dì Tôi Là bộ phim hài chính kịch của Hồng Kông do Hứa An Hoa đạo diễn với sự góp mặt của Tư Cầm Cao Oa và Châu Nhuận Phát. Bộ phim cũng có sự tham gia của các nữ diễn viên Trung Quốc Triệu Vy và Lô Yến .

## Nội dung
Diệp Như Đường, một phụ nữ sống đơn độc vào những năm cuối của thập niên 50, cố gắng duy trì cuộc sống trang nghiêm giữa những nguy hiểm của Thượng Hải. Sống một mình trong căn hộ, bà vẫn phải đối mặt với bà Thủy và chú mèo của bà ta. Bà thực dụng, tiết kiệm và tự tin, nhưng tính cách cổ xưa và tin cậy của bà khiến bà ấy khó khăn để phù hợp với xã hội Thượng Hải. Sau khi gặp Phan Tri Thường bà yêu ông ta và sử dụng tiền tiết kiệm của mình để đầu tư vào các không gian nghĩa trang theo gợi ý của Phan. Ông ta hóa ra là một kẻ lừa đảo. Sau khi trở thành nạn nhân của một số nghệ sĩ, Diệp phải chịu một mùa thu tồi tệ và phải nằm viện. Bà quyết định rời khỏi Thượng Hải để sống với người chồng công nhân và cô con gái làm đầu bếp ở An Sơn.

## Bảng phân vai
Châu Nhuận Phát vai Phan Tri Thường
Tư Cầm Cao Oa vai Diệp Như Đường
Triệu Vy vai Con gái Diệp
Phương Thanh Trác vai bà chủ cửa hàng Metal
Quan Văn Thạc vai Khoan Khoan
Tiêu Cương vai Quốc Phong
Lô Yến vai Thủy
Sử Khả
Vương Nghị vai Y tá
Vương Tử Văn vai Phi Phi
Trương Chi Hoa vai Y tá

## Đánh giá
Perry Lam của Tạp chí Muse cho bộ phim một nhận xét rất tích cực: "Cuộc Sống Hậu Hiện Tại Của Dì Tôi, điều hiếm hoi đó trong rạp chiếu phim Hồng Kông, một bộ phim chiếm lĩnh giữa bi kịch và hài kịch. Thật khó để phân loại và gán nó cho một thể loại bởi vì các nhân vật của nó đã được hình thành và hình thành dưới ba góc độ".

## Giải thưởng
| Năm  | Lễ trao giải                                       | Hạng mục                             | Người đề cử/đoạt giải       | Kết quả   |
| ---- | -------------------------------------------------- | ------------------------------------ | --------------------------- | --------- |
| 2006 | Kim Mã                                             | Nữ diễn viên chính xuất sắc nhất     | Tư Cầm Cao Oa               | Đề cử     |
| 2006 | Kim Mã                                             | Nữ diễn viên phụ xuất sắc nhất       | Triệu Vy                    | Đề cử     |
| 2006 | Kim Mã                                             | Kịch bản chuyển thể xuất sắc nhất    | Lý Tường                    | Đề cử     |
| 2007 | Hiệp hội phê bình điện ảnh châu Á                  | Nữ diễn viên xuất sắc nhất           | Tư Cầm Cao Oa               | Đoạt giải |
| 2007 | Liên hoan phim quốc tế Ấn Độ (Giải golden peacock) | Phim xuất sắc nhất                   | Hứa An Hoa                  | Đề cử     |
| 2007 | Liên hoan phim quốc tế Cleveland                   | Phim xuất sắc nhất                   | Hứa An Hoa                  | Đề cử     |
| 2007 | Liên hoan phim Sinh viên Bắc Kinh lần thứ 14       | Nữ diễn viên xuất sắc nhất           | Tư Cầm Cao Oa               | Đoạt giải |
| 2007 | Liên hoan phim Sinh viên Bắc Kinh lần thứ 14       | Nữ diễn viên được ưa thích           | Triệu Vy                    | Đoạt giải |
| 2007 | Giải thưởng phê bình phim Thượng Hải lần thứ 16    | Nữ diễn viên xuất sắc nhất           | Tư Cầm Cao Oa               | Đoạt giải |
| 2007 | Giải thưởng phê bình phim Thượng Hải lần thứ 16    | Top 10 phim xuất sắc nhất Trung Quốc |                             | Đoạt giải |
| 2007 | LHP quốc tế Cinemanila                             | Lino Brocks                          | Hứa An Hoa                  | Đề cử     |
| 2007 | Kim Tự Kinh Hồng Kông                              | Đạo diễn xuất sắc nhất               | Hứa An Hoa                  | Đề cử     |
| 2007 | Kim Tự Kinh Hồng Kông                              | Biên kịch xuất sắc nhất              | Lý Tường                    | Đề cử     |
| 2008 | Hội phê bình phim Hồng Kông                        | Phim xuất sắc nhất                   |                             | Đoạt giải |
| 2008 | Hội phê bình phim Hồng Kông                        | Đạo diễn xuất sắc nhất               | Hứa An Hoa                  | Đoạt giải |
| 2008 | Hội phê bình phim Hồng Kông                        | Nữ diễn viên xuất sắc nhất           | Tư Cầm Cao Oa               | Đoạt giải |
| 2008 | Hội phê bình phim Hồng Kông                        | Kịch bản xuất sắc nhất               | Lý Tường                    | Đề cử     |
| 2008 | Hội phê bình phim Hồng Kông                        | Nam diễn viên xuất sắc nhất          | Châu Nhuận Phát             | Đề cử     |
| 2008 | Giải thưởng Điện ảnh Hồng Kông                     | Phim xuất sắc nhất                   |                             | Đề cử     |
| 2008 | Giải thưởng Điện ảnh Hồng Kông                     | Đạo diễn xuất sắc nhất               | Hứa An Hoa                  | Đề cử     |
| 2008 | Giải thưởng Điện ảnh Hồng Kông                     | Kịch bản xuất sắc nhất               | Lý Tường                    | Đề cử     |
| 2008 | Giải thưởng Điện ảnh Hồng Kông                     | Nữ diễn viên xuất sắc nhất           | Tư Cầm Cao Oa               | Đoạt giải |
| 2008 | Giải thưởng Điện ảnh Hồng Kông                     | Nữ diễn viên phụ xuất sắc nhất       | Triệu Vy                    | Đề cử     |
| 2008 | Giải thưởng Điện ảnh Hồng Kông                     | Nam diễn viên phụ xuất sắc nhất      | Châu Nhuận Phát             | Đề cử     |
| 2008 | Giải thưởng Điện ảnh Hồng Kông                     | Nhạc phim xuất sắc nhất              | Hisaishi Joe                | Đoạt giải |
| 2008 | Giải thưởng Điện ảnh Hồng Kông                     | Quay phim xuất sắc nhất              | Quan Bổn Lương Dương Lực Vy | Đề cử     |
| 2008 | Giải thưởng Điện ảnh Hồng Kông                     | Thiết kế trang phục xuất sắc nhất    | Ma Yutao                    | Đề cử     |
| 2008 | Giải thưởng truyền thông Điện ảnh Trung Quốc       | Đạo diễn xuất sắc nhất               | Hứa An Hoa                  | Đoạt giải |
| 2008 | Giải thưởng truyền thông Điện ảnh Trung Quốc       | Nữ diễn viên xuất sắc nhất           | Tư Cầm Cao Oa               | Đề cử     |
| 2008 | Giải thưởng truyền thông Điện ảnh Trung Quốc       | Nữ diễn viên phụ xuất sắc nhất       | Triệu Vy                    | Đề cử     |
| 2008 | Giải thưởng truyền thông Điện ảnh Trung Quốc       | Nữ diễn viên phụ xuất sắc nhất       | Lô Yến                      | Đề cử     |
| 2008 | Giải thưởng truyền thông Điện ảnh Trung Quốc       | Phim xuất sắc nhất                   |                             | Đề cử     |
| 2008 | Giải thưởng truyền thông Điện ảnh Trung Quốc       | Kịch bản xuất sắc nhất               | Lý Tường                    | Đề cử     |
| 2010 | Xuân Yên                                           | Kịch bản xuất sắc nhất               | Lý Tường                    | Đoạt giải |